# Xaitongmoin
Xaitongmoin (chữ Tạng: བཞད་མཐོང་སྨོན་རྫོང་; Wylie: bzhad mthong smon rdzong; ZWPY: Xaitongmoin Zong; tiếng Trung: 谢通门县; bính âm: Xiètōngmén Xiàn, Hán Việt: Tạ Thông Môn huyện) là một huyện của địa khu Xigazê (Nhật Khách Tắc), khu tự trị Tây Tạng, Trung Quốc.

### Trấn
- Khải Dát (卡嘎镇)

### Hương
| - Đạt Mộc Hạ (达木夏乡) - Tra Bố (查布乡) - Xuân Triết (春哲乡) - Tư Hứa (孜许乡) - Nương Nhiệt (娘热乡) - Thố Bố Tây (措布西乡) | - Nạp Đang (纳当乡) - Thanh Đô (青都乡) - Thiết Quỳnh (切琼乡) - Mỹ Ba Thiết Cần (美巴切勤乡) - Liệt Ba (列巴乡) - Tháp Đinh (塔丁乡) | - Vinh Mã (荣玛乡) - Thông Môn (通门乡) - Nhân Khâm Tắc (仁钦则乡) - Đạt Na Phổ (达那普乡) - Đạt Tháp (达塔乡) - Nam Mộc Thiết (南木切乡) |